# Olympische Sommerspiele 1896/Leichtathletik – Kugelstoßen (Männer)
Das Kugelstoßen der Männer bei den Olympischen Spielen 1896 wurde am 7. April 1896 im Panathinaiko-Stadion in Athen ausgetragen. Es nahmen insgesamt 7 Sportler aus – je nach Quelle – 4 oder 5 Nationen teil.

## Rekorde
| Weltrekord | 14,32 m | Kanada | George Gray | Chikago (USA), 16. September 1893 |

Der folgende olympischen Rekorde wurde während des Wettbewerbs aufgestellt:
| Olympischer Rekord | 11,22 m | Robert Garrett ( USA) | 7. April 1896 |

## Wettkampfverlauf
7. April 1896, 15:40 Uhr 
Die Stöße wurden aus einem quadratischen Bereich mit 2,13 m Seitenlänge ausgeführt. Den Teilnehmern standen zunächst drei Versuche zur Verfügung, den besten vier Athleten dann weitere drei Stöße.
Der US-Amerikaner Robert Garrett, der am Tag zuvor auch den Diskuswurf-Wettbewerb für sich entschieden hatte, im Weitsprung eine Stunde vorher Rang zwei belegt hatte und im Hochsprung drei Tage später ebenfalls Zweiter wurde, erzielte seine Siegerweite mit dem ersten Versuch. Der Grieche Miltiadis Gouskos kam ihm im letzten Durchgang sehr nahe, sodass die griechischen Zuschauer ihren Landsmann zunächst sogar als Sieger feierten, bevor Garret dann doch als Sieger feststand.
Der weltbeste Kugelstoßer des Jahres 1896 fehlte allerdings in dieser Konkurrenz. Der Ire Dennis Horgan gewann sämtliche für ihn mögliche Meisterschaften. Sein weitester Stoß dieses Jahres lag bei 14,15 m, sein schwächster bei 13,24 m – und damit mehr als zwei Meter über dem besten Stoß des Olympiasiegers Robert Garrett.
Die Ergebnisse des Kugelstoßens lassen sich ähnlich wie in einigen anderen Disziplinen nur ungenau rekonstruieren. Je nach Quelle gibt es ab Platz vier abweichende Angaben.

## Ergebnisse

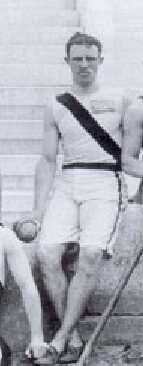
Olympiasieger Robert Garrett, der auch in weiteren Disziplinen erfolgreich antrat: Diskuswurf – Erster / Hoch- und Weitsprung – jeweils Zweiter

| Platz                     | Name                | Land | Weite (m) |    |
| ------------------------- | ------------------- | ---- | --------- | -- |
| 1                         | Robert Garrett      | USA  | 11,22     | OR |
| 2                         | Miltiadis Gouskos   | GRE  | 11,20     |    |
| 3                         | Giorgos Papasideris | GRE  | 10,36     |    |
| 4                         | Viggo Jensen        | DEN  | k. A.     |    |
| Weitere Final- Teilnehmer | Carl Schuhmann      | GER  | k. A.     |    |
| Weitere Final- Teilnehmer | Ellery Clark        | USA  | k. A.     |    |
| Weitere Final- Teilnehmer | Fritz Hofmann       | GER  | k. A.     |    |

| Platz                     | Name                | Land | Weite (m) |           |
| ------------------------- | ------------------- | ---- | --------- | --------- |
| 1                         | Robert Garrett      | USA  | 11,22     | OR        |
| 2                         | Miltiadis Gouskos   | GRE  | 11,03     |           |
| 3                         | Giorgos Papasideris | GRE  | 10,36     |           |
| 4                         | Viggo Jensen        | DEN  | k. A.     |           |
| Weitere Final- Teilnehmer | Carl Schuhmann      | GER  | 10,00     | geschätzt |
| Weitere Final- Teilnehmer | Fritz Hofmann       | GER  | k. A.     |           |
| Weitere Final- Teilnehmer | Ellery Clark        | USA  | k. A.     |           |

| Platz | Name                    | Land | Weite (m) |    |
| ----- | ----------------------- | ---- | --------- | -- |
| 1     | Robert Garrett          | USA  | 11,22     | OR |
| 2     | Miltiadis Gouskos       | GRE  | 11,20     |    |
| 3     | Giorgos Papasideris     | GRE  | 10,36     |    |
| 4     | George Stuart Robertson | GBR  | 9,95      |    |
| 5     | Louis Adler             | FRA  | k. A.     |    |
| 6     | Sotirios Versis         | GRE  | k. A.     |    |
| 7     | Charles Winckler        | DEN  | k. A.     |    |

| Platz | Name                    | Land | Weite (m) |    |
| ----- | ----------------------- | ---- | --------- | -- |
| 1     | Robert Garrett          | USA  | 11,22     | OR |
| 2     | Miltiadis Gouskos       | GRE  | 11,15     |    |
| 3     | Giorgos Papasideris     | GRE  | 10,36     |    |
| 4     | George Stuart Robertson | GBR  | 9,95      |    |
| 5     | Louis Adler             | FRA  | k. A.     |    |
| 6     | Sotirios Versis         | GRE  | k. A.     |    |
| 7     | Charles Winckler        | DEN  | k. A.     |    |

Weitere Athleten, deren Teilnahme nicht nach allen Quellen gesichert ist:

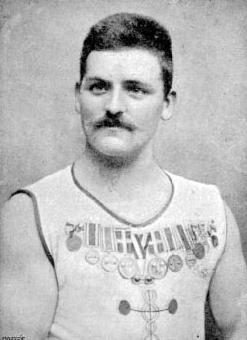
Viggo Jensen – nach zwei Quellen auf Rang vier, in zwei weiteren Quellen nicht aufgelistet
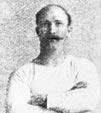
Carl Schuhmann – hier in Athen vor allem als Turner am Start

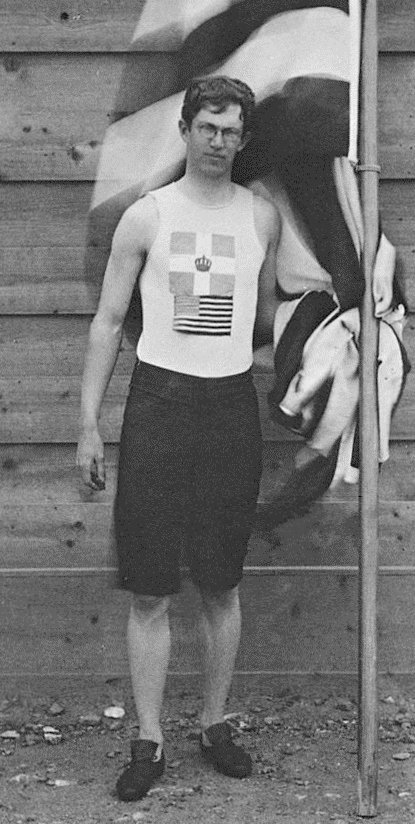
Ellery Clark – Olympiasieger im Hoch- und Weitsprung
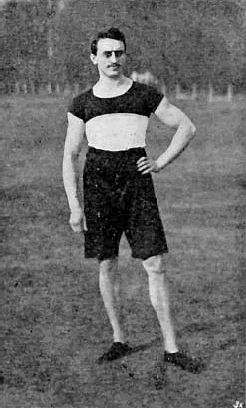
Fritz Hofmann – Zweiter über 100 m und Vierter über 400 m
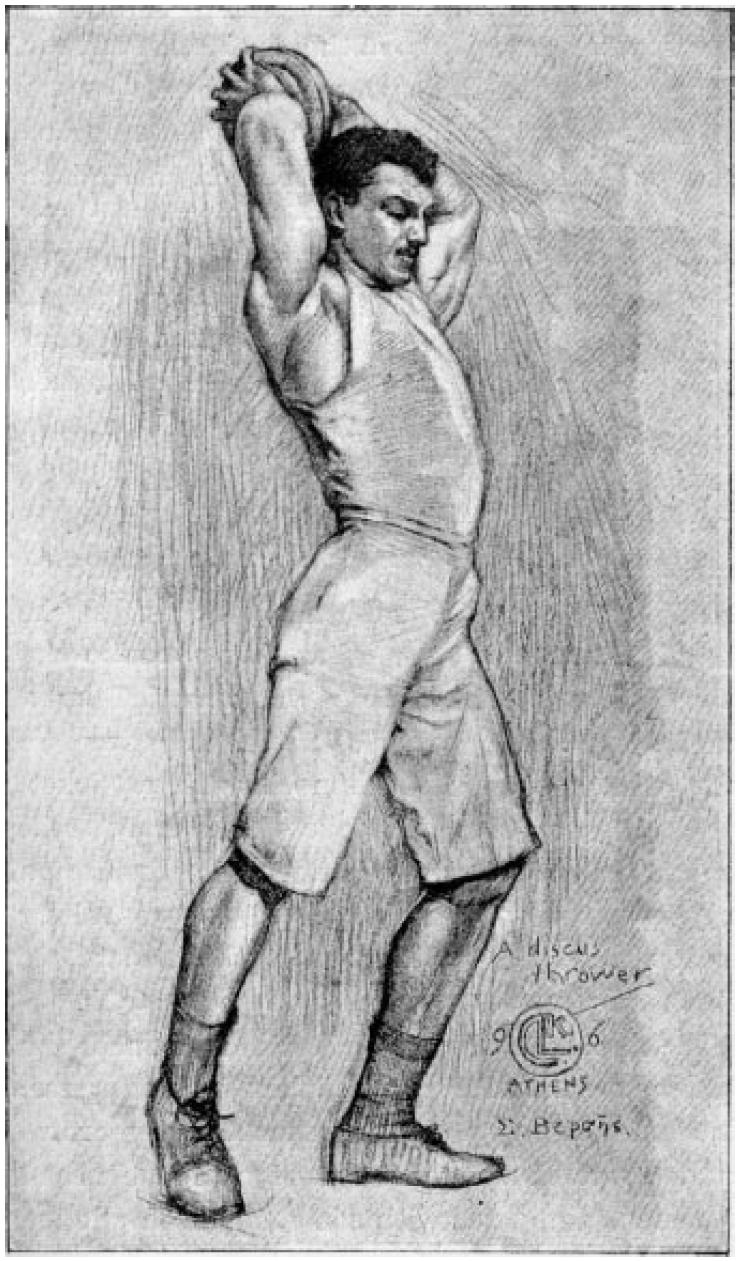
Sotiris Versis – benannt in zwei Quellen